# Миловка (Ивановская область)
Ми́ловка — село на берегу Волги рядом с Плёсом, в Приволжском районе Ивановской области. Входит в состав Плёсского городского поселения.

## Достопримечательности
- В 1 км от города Плёса на правом высоком берегу реки Волги, вблизи бывшего тракта из Плёса в Нерехту, находится соимённая селу усадьба Миловка, основанная в конце XVIII века дворянским семейством Черневых[2]. Родоначальником этого семейства был лейб-кампании гренадер Василий Иванович Чернев, получивший дворянское достоинство и герб 25 ноября 1751 года[3] от императрицы Елизаветы Петровны за участие в военном перевороте, приведшем её к власти. В 2009 г. президент Дмитрий Медведев распорядился обустроить в Миловке правительственную резиденцию[4].
- На том же берегу Волги в 4 км ниже Плёса находится усадьба «Тихая пристань». Берег реки на этом участке высокий, крутой, изрезанный многочисленными оврагами, густо порос смешанным лесом. Усадьба занимает часть плато коренного берега и спускается по склону к реке. С запада она ограничена отвершком Максимцевского оврага, а с востока оврагом Хмелицким, за которым лежит имение Хмельницы[5].
- На противоположной стороне Хмелицкого оврага располагалась усадьба Хмельницы (или Хмелицы). Время её возникновения, по всей видимости, относится к XVIII веку. Впервые эта усадьба упоминается в документе 1775 года, где она числится за дворянином Николаем Григорьевичем Мячковым. В начале XIX века имение купил Фёдор Шаляпин, превративший его в свою летнюю дачу и выстроивший новый деревянный дом.
- В конце XIX века у наследников Черновых усадьбу Миловка купил фабрикант (из федосеевцев) Григорий Клементьевич Горбунов. В 1898 году Г. К. Горбунов на свои средства построил в селе Горбуновскую больницу и приют для сирот.[6]. Также он устроил в Миловке пристань для собственного парохода.
- Рядом с Миловкой — памятники природы: «гора Левитана», кедровая роща, территория санатория «Плёс». После начала строительства правительственной резиденции сообщалось, что туберкулёзный санаторий «Плёс» будет закрыт и сменит профиль на кардиологический[7][8].